# Stefan Lainer
Stefan Lainer (født d. 27. august 1992) er en østrigsk professionel fodboldspiller, som spiller for Bundesliga-klubben Borussia Mönchengladbach og Østrigs landshold.

## Klubkarriere

### Tidlige karriere
Efter at have kommet igennem Red Bull Salzburgs akademi, gjorde Lainer sin professionelle debut i 2013 med feederholdet FC Liefering.
Lainer skiftede i 2014 til SV Ried.

### Red Bull Salzburg
Efter en enkelt sæson hos Ried, købte Salzburg Lainer tilbage i juli 2015.
I sin tid hos Salzburg var Laimer med til at vinde den østrigske Bundesliga 4 gangen og den østrigske pokaltunering 3 gange.

### Borussia Mönchengladbach
Lainer skiftede i juli 2019 til Borussia Mönchengladbach.

## Landsholdskarriere
Lainer debuterede for det østrigske landshold den 28. marts 2017.
Lainer var del af Østrigs trup til EM 2020.

## Titler
Red Bull Salzburg
- Østrigske Bundesliga: 4 (2015-16, 2016-17, 2017-18, 2018-19)
- ÖFB-Cup: 3 (2015-16, 2016-17, 2018-2019)